# Bulbophyllum rubroguttatum
Bulbophyllum rubroguttatum là một loài phong lan thuộc chi Bulbophyllum.